# Natação no Campeonato Mundial de Esportes Aquáticos de 2019 - 50 m borboleta feminino
A prova dos 50 metros borboleta feminino da natação no Campeonato Mundial de Esportes Aquáticos de 2019 ocorreu nos dias 26 de julho e 27 de julho, em Gwangju, na Coreia do Sul. 

## Recordes
Antes desta competição, os recordes mundiais e do campeonato nesta prova eram os seguintes:
| Tipo                  | Atleta         | Tempo | Local     | Data                |
| --------------------- | -------------- | ----- | --------- | ------------------- |
|                       | Sarah Sjöström | 24.43 | Borås     | 5 de julho de 2014  |
| Recorde do campeonato | Sarah Sjöström | 24.60 | Budapeste | 29 de julho de 2017 |

## Medalhistas
| Ouro                 | Prata                     | Bronze             |
| Sarah Sjöström (SWE) | Ranomi Kromowidjojo (NED) | Farida Osman (EGY) |

## Cronograma
Todos os horários são locais (UTC+9). 
| Data        | Hora  | Evento        |
| ----------- | ----- | ------------- |
| 26 de julho | 11:11 | Eliminatórias |
| 26 de julho | 21:09 | Semifinal     |
| 27 de julho | 20:02 | Final         |

## Resultados

### Eliminatórias
Esses foram os resultados das eliminatórias. Foram realizadas no dia 26 de julho com início às 11:11. 
| Pos. | Bateria | Raia | Nadadora               | Nacionalidade          | Tempo | Notas            |
| ---- | ------- | ---- | ---------------------- | ---------------------- | ----- | ---------------- |
| 1    | 7       | 4    | Sarah Sjöström         | Suécia                 | 25.39 | Q                |
| 2    | 6       | 4    | Kelsi Dahlia           | Estados Unidos         | 25.70 | Q                |
| 3    | 5       | 4    | Farida Osman           | Egito                  | 25.71 | Q                |
| 4    | 5       | 3    | Penny Oleksiak         | Canadá                 | 25.73 | Q                |
| 5    | 7       | 5    | Ranomi Kromowidjojo    | Países Baixos          | 25.86 | Q                |
| 6    | 7       | 3    | Louise Hansson         | Suécia                 | 25.97 | Q                |
| 7    | 6       | 2    | Elena Di Liddo         | Itália                 | 26.03 | Q                |
| 8    | 7       | 6    | Marie Wattel           | França                 | 26.07 | Q                |
| 9    | 7       | 2    | Jeanette Ottesen       | Dinamarca              | 26.09 | Q                |
| 10   | 6       | 6    | Wang Yichun            | China                  | 26.13 | Q                |
| 11   | 5       | 2    | Maggie MacNeil         | Canadá                 | 26.14 | Q                |
| 11   | 6       | 1    | Zhang Yufei            | China                  | 26.14 | Q                |
| 11   | 7       | 0    | Brianna Throssell      | Austrália              | 26.14 | Q                |
| 14   | 5       | 5    | Kimberly Buys          | Bélgica                | 26.23 | Q                |
| 15   | 6       | 7    | Anna Ntountounaki      | Grécia                 | 26.26 | Q                |
| 16   | 6       | 3    | Arina Surkova          | Rússia                 | 26.32 | QSO              |
| 16   | 6       | 5    | Emilie Beckmann        | Dinamarca              | 26.32 | QSO              |
| 18   | 5       | 6    | Maaike de Waard        | Países Baixos          | 26.40 |                  |
| 19   | 7       | 1    | Erin Gallagher         | África do Sul          | 26.45 |                  |
| 20   | 5       | 7    | Mimosa Jallow          | Finlândia              | 26.62 |                  |
| 21   | 5       | 1    | Svetlana Chimrova      | Rússia                 | 26.64 |                  |
| 22   | 6       | 8    | Angelina Köhler        | Alemanha               | 26.65 |                  |
| 23   | 4       | 5    | Anastasia Gorbenko     | Israel                 | 26.70 |                  |
| 24   | 7       | 8    | Park Ye-rin            | Coreia do Sul          | 26.75 |                  |
| 25   | 5       | 9    | Huang Mei-chien        | Taipé Chinesa          | 26.89 |                  |
| 25   | 7       | 7    | Alexandra Touretski    | Suíça                  | 26.89 |                  |
| 27   | 5       | 0    | Quah Ting Wen          | Singapura              | 26.92 |                  |
| 28   | 4       | 2    | Jenjira Srisaard       | Tailândia              | 26.93 | Recorde nacional |
| 29   | 6       | 0    | Beatrix Bordás         | Hungria                | 26.98 |                  |
| 30   | 6       | 9    | Aleyna Özkan           | Turquia                | 27.00 |                  |
| 31   | 4       | 4    | Sirena Rowe            | Colômbia               | 27.02 |                  |
| 32   | 4       | 7    | Paulina Nogaj          | Polónia                | 27.08 |                  |
| 33   | 4       | 3    | Chan Kin Lok           | Hong Kong              | 27.17 |                  |
| 34   | 4       | 6    | Gabriela Ņikitina      | Letônia                | 27.48 |                  |
| 34   | 7       | 9    | Anicka Delgado         | Equador                | 27.48 |                  |
| 36   | 5       | 8    | Alia Atkinson          | Jamaica                | 27.49 |                  |
| 37   | 4       | 1    | Alexandra Schegoleva   | Chipre                 | 27.74 |                  |
| 38   | 4       | 0    | Maddy Moore            | Bermudas               | 28.02 |                  |
| 39   | 1       | 3    | Alexis Margett         | Bolívia                | 28.21 |                  |
| 40   | 4       | 9    | Maria Schutzmeier      | Nicarágua              | 28.34 |                  |
| 41   | 4       | 8    | Chade Nersicio         | Curaçau                | 28.45 |                  |
| 42   | 3       | 3    | Mikaili Charlemagne    | Santa Lúcia            | 29.24 |                  |
| 43   | 2       | 7    | Varsenik Manucharyan   | Armênia                | 29.65 |                  |
| 44   | 2       | 8    | Sophia Diagne          | Senegal                | 29.90 |                  |
| 45   | 3       | 1    | Georgia-Leigh Vele     | Papua-Nova Guiné       | 30.07 |                  |
| 46   | 3       | 7    | Aaliyah Palestrini     | Seicheles              | 30.18 |                  |
| 47   | 3       | 6    | Jamila Sanmoogan       | Guiana                 | 30.21 |                  |
| 48   | 3       | 4    | Elodie Poo-cheong      | Ilhas Maurícias        | 30.26 |                  |
| 49   | 3       | 5    | Aniqah Gaffoor         | Sri Lanka              | 30.36 |                  |
| 50   | 3       | 2    | Ann-Marie Hepler       | Ilhas Marshall         | 30.77 |                  |
| 51   | 1       | 6    | Enkhzul Khuyagbaatar   | Mongólia               | 30.80 |                  |
| 52   | 3       | 8    | Olivia Fuller          | Antígua e Barbuda      | 30.88 |                  |
| 53   | 2       | 1    | Dirngulbai Misech      | Palau                  | 31.14 |                  |
| 54   | 1       | 4    | Taffi Illis            | São Martinho           | 31.33 |                  |
| 55   | 2       | 5    | Sofia Shah             | Nepal                  | 32.04 |                  |
| 56   | 2       | 2    | Hemthon Vitiny         | Camboja                | 32.38 |                  |
| 57   | 2       | 0    | Ssubi Katumba          | Uganda                 | 32.77 |                  |
| 58   | 3       | 0    | Anastasiya Tyurina     | Tajiquistão            | 33.17 |                  |
| 59   | 1       | 5    | Aika Watanabe          | Marianas Setentrionais | 33.43 |                  |
| 60   | 2       | 4    | Dania Nour             | Palestina              | 34.30 |                  |
| 61   | 3       | 9    | Domingas Munhemeze     | Moçambique             | 34.53 |                  |
| 62   | 2       | 9    | Lucie Kouadio-Patinier | Costa do Marfim        | 35.43 |                  |
| 63   | 2       | 3    | Rahel Gebresilassie    | Etiópia                | 36.37 |                  |
| 64   | 2       | 6    | Tity Dumbuya           | Serra Leoa             | 37.90 |                  |

Desempate
O desempate para a semifinal ocorreu dia 26 de julho às 12:02. 
| Posição | Raia | Nadadora        | Nacionalidade | Tempo | Notas |
| ------- | ---- | --------------- | ------------- | ----- | ----- |
| 1       | 4    | Arina Surkova   | Rússia        | 26.13 | Q     |
| 2       | 5    | Emilie Beckmann | Dinamarca     | 26.24 |       |

### Semifinal
Esses foram os resultados das semifinais. Foram realizadas no dia 26 de julho com início às 21:09 
Semifinal 1
| Pos. | Raia | Nadadora       | Nacionalidade  | Tempo | Notas |
| ---- | ---- | -------------- | -------------- | ----- | ----- |
| 1    | 6    | Marie Wattel   | França         | 25.56 | Q,    |
| 2    | 4    | Kelsi Dahlia   | Estados Unidos | 25.59 | Q     |
| 3    | 5    | Penny Oleksiak | Canadá         | 25.93 | Q     |
| 4    | 8    | Arina Surkova  | Rússia         | 26.06 |       |
| 5    | 3    | Louise Hansson | Suécia         | 26.10 |       |
| 6    | 7    | Zhang Yufei    | China          | 26.18 |       |
| 7    | 2    | Wang Yichun    | China          | 26.21 |       |
| 8    | 1    | Kimberly Buys  | Bélgica        | 26.51 |       |

Semifinal 2
| Pos. | Raia | Nadadora            | Nacionalidade | Tempo | Notas |
| ---- | ---- | ------------------- | ------------- | ----- | ----- |
| 1    | 4    | Sarah Sjöström      | Suécia        | 24.79 | Q     |
| 2    | 3    | Ranomi Kromowidjojo | Países Baixos | 25.54 | Q     |
| 3    | 5    | Farida Osman        | Egito         | 25.79 | Q     |
| 4    | 1    | Brianna Throssell   | Austrália     | 25.93 | Q     |
| 5    | 2    | Jeanette Ottesen    | Dinamarca     | 26.01 | Q     |
| 6    | 6    | Elena Di Liddo      | Itália        | 26.16 |       |
| 7    | 7    | Maggie MacNeil      | Canadá        | 26.28 |       |
| 8    | 8    | Anna Ntountounaki   | Grécia        | 26.31 |       |

### Final
A final foi realizada em 27 de julho às 20:02. 
| Pos.              | Raia | Nadadora            | Nacionalidade  | Tempo | Notas            |
| ----------------- | ---- | ------------------- | -------------- | ----- | ---------------- |
| Medalha de ouro   | 4    | Sarah Sjöström      | Suécia         | 25.02 |                  |
| Medalha de prata  | 5    | Ranomi Kromowidjojo | Países Baixos  | 25.35 |                  |
| Medalha de bronze | 2    | Farida Osman        | Egito          | 25.47 |                  |
| 4                 | 6    | Kelsi Dahlia        | Estados Unidos | 25.48 | =                |
| 5                 | 3    | Marie Wattel        | França         | 25.50 | Recorde nacional |
| 6                 | 7    | Penny Oleksiak      | Canadá         | 25.69 |                  |
| 7                 | 8    | Jeanette Ottesen    | Dinamarca      | 25.76 |                  |
| 8                 | 1    | Brianna Throssell   | Austrália      | 26.11 |                  |

Legenda
| Recorde mundial       | Recorde mundial (World record)               |                       | Recorde africano                      | Recorde africano (African) |                                           | Q | Classificado por posição (Qualified) |
| Recorde do campeonato | Recorde do campeonato (Championship record)  | Recorde da América    | Recorde da América (Americas)         | q                          | Classificado por melhor tempo (Qualified) |   |                                      |
| Melhor marca do ano   | Melhor marca do ano (World leading)          | Recorde asiático      | Recorde asiático (Asian)              | DNS                        | Não largou (Did not start)                |   |                                      |
| Recorde nacional      | Recorde nacional (National record)           | Recorde europeu       | Recorde europeu (European)            | DNF                        | Não terminou (Did not finish)             |   |                                      |
| Recorde pessoal       | Recorde pessoal do atleta (Personal best)    | Recorde da Oceania    | Recorde da Oceania (Oceania)          | DSQ / DQ                   | Desclassificado (Disqualified)            |   |                                      |
| Recorde da temporada  | Recorde da temporada do atleta (Season best) | Recorde sul-americano | Recorde sul-americano (South America) | NM                         | Sem marca (No mark)                       |   |                                      |